# 3人旅人算
3人旅人算（さんにんたびびとざん）とは、算数の文章題の類型である旅人算のうち、動くものが3つある問題のこと。それら3つのうち、2つずつの3組の旅人算として解く問題である。

## 例題
Aの速さは毎分400m、Bの速さは毎分600m、Cの速さは毎分300mです。あるとき、3人は同じ地点から池の周りを回りました。Aは左回り、BとCは右回りにまわったところ、AはBと出会ってから3分後にCに出会いました。池の周りは何mですか。

## 解法
AがBに出会ってから、3分でCに出会える距離は、(400+300)×3＝2100(m)
すなわち、AがBに出会ったとき、BとCは2100m離れていることになる。
BとCが2100m離れるのに要する時間は、2100÷(600-300)＝7（分）
BとCが2100m離れたときにAとBが出会うので、3人がスタートしてからAとBが出会うまでに7分かかるということになる。
AとBが7分で出会える距離は、(400+600)×7＝7000(m)
■答え■　7000m
＜別解＞
AとBが出会うminuteをxとする。Aは400x、Bは600xが出会った時点でそれぞれ進んでいる距離である。出会うということは400x+600x=1000xが池の周りの長さである。AとCが出会うminuteは(x+3)なので、同様に400(x+3)+300(x+3)が長さである。故に400(x+3)+300(x+3)=1000xの解はx=7であることから、1000×7=7000mである。